# Siratus beauii
Siratus beauii is een slakkensoort uit de familie van de Muricidae. De wetenschappelijke naam van de soort is voor het eerst geldig gepubliceerd in 1857 door Fischer & Bernardi.